# Lijst van rijksmonumenten in Sliedrecht
De plaats Sliedrecht telt 8 inschrijvingen in het rijksmonumentenregister. Hieronder een overzicht. 
| Object | Oorspronkelijke functie?  | Bouwjaar               | Architect                        | Locatie               | Coördinaten?                  | Nr.?   | Afbeelding |
| --- | ------------------------- | ---------------------- | -------------------------------- | --------------------- | ----------------------------- | ------ | --- |
| Museum | Bestuursgebouw en onderdl | laatste helft 19e eeuw |                                  | Kerkbuurt 99          | 51° 49' 16" NB, 4° 46' 22" OL | 33789  | Meer afbeeldingen |
| Nederlands Hervormde Kerk | Kerk en kerkonderdeel     | 1763                   |                                  | Kerkbuurt 131         | 51° 49' 20" NB, 4° 46' 17" OL | 33790  | Meer afbeeldingen |
| Deftig herenhuis van begane-grond met zadeldak tussen puntgevels. Twee dakkapellen met eenvoudig gesneden zijstukken aan de voorzijde. Lijstgevel met deuren met gesneden trumeau en bovenlicht in empire-vormen | Woonhuis                  | eerste kwart 19e eeuw  |                                  | Rivierdijk 470        | 51° 48' 59" NB, 4° 46' 55" OL | 33791  | Meer afbeeldingen |
| Raadhuis (in stijl van het Nieuw Traditionalisme) en muziektent | Bestuursgebouw en onderdl | 1921-1923              | G. Friedhoff en J.H. Plantenga   | Dr. Langeveldplein 30 | 51° 49' 13" NB, 4° 46' 11" OL | 516037 | Meer afbeeldingen |
| Woonhuis van het type dijkwoning gebouwd in Traditioneel-Ambachtelijke stijl met elementen uit het neoclassicisme                                                                                                | Woonhuis                  | ca. 1860               | Den Boogaard (serre uitbreiding) | Molendijk 208         | 51° 49' 28" NB, 4° 45' 22" OL | 516038 | Upload foto |
| Boerderij van het dwarsdeeltype met een T-vormige plattegrond. Het pand is gebouwd in Traditioneel Ambachtelijke stijl                                                                                           | Boerderij                 | 1900-1905              | J.H.B. Veenenbos                 | Parallelweg 8         | 51° 49' 35" NB, 4° 44' 33" OL | 516039 | Boerderij van het dwarsdeeltype met een T-vormige plattegrond. Het pand is gebouwd in Traditioneel Ambachtelijke stijl |
| Woonhuis van Dhr. A. Volker, directeur van het baggerbedrijf in Traditionele stijl met elementen uit het Classicisme                                                                                             | Dienstwoning              | 1885                   | Bilderbeek en Reus (verbouwing)  | Molendijk 204         | 51° 49' 27" NB, 4° 45' 25" OL | 516040 | Meer afbeeldingen |
| Woonhuis van het type dijkhuis gebouwd in Traditioneel Ambachtelijke stijl met elementen uit het Classicisme | Dienstwoning              | midden 19e eeuw        | B. Bilderbeek (verbouwing)       | Molendijk 181         | 51° 49' 29" NB, 4° 45' 23" OL | 516041 | Woonhuis van het type dijkhuis gebouwd in Traditioneel Ambachtelijke stijl met elementen uit het Classicisme           |

Alblasserdam ·
Albrandswaard ·
Alphen aan den Rijn ·
Barendrecht ·
Bodegraven-Reeuwijk ·
Capelle aan den IJssel ·
Delft ·
Den Haag ·
Dordrecht ·
Goeree-Overflakkee ·
Gorinchem ·
Gouda ·
Hardinxveld-Giessendam ·
Hendrik-Ido-Ambacht ·
Hillegom ·
Hoeksche Waard‎ ·
Kaag en Braassem ·
Katwijk ·
Krimpen aan den IJssel ·
Krimpenerwaard ·
Lansingerland ·
Leiden ·
Leiderdorp ·
Leidschendam-Voorburg ·
Lisse ·
Maassluis ·
Midden-Delfland ·
Molenlanden ·
Nieuwkoop ·
Nissewaard ·
Noordwijk ·
Oegstgeest ·
Papendrecht ·
Pijnacker-Nootdorp ·
Ridderkerk ·
Rijswijk ·
Rotterdam ·
Schiedam ·
Sliedrecht ·
Teylingen ·
Vlaardingen ·
Voorne aan Zee ·
Voorschoten ·
Waddinxveen ·
Wassenaar ·
Westland ·
Zoetermeer ·
Zoeterwoude ·
Zuidplas ·
Zwijndrecht